# بنی عزیز
بنی عزیز (به عربی: بنی عزیز) یک شهرداری در الجزایر است که در استان سطیف واقع شده‌است.